# Johann Philipp Krug
Johann Philipp Krug (russisch Филипп Иванович (Иоганн Филипп) Круг, * 29. Januar 1764 in Halle; † 4. Junijul. / 16. Juni 1844greg. in Sankt Petersburg) war ein deutsch-russischer Numismatiker und Historiker, der in Moskau und Sankt Petersburg wirkte.

## Leben
Krug studierte Theologie an der Universität seiner Geburtsstadt Halle. Er interessierte sich bereits als Kind für Numismatik und begann mit dem Aufbau einer Sammlung. Nach dem Studium wurde er Hauslehrer und hatte ab 1791 eine Stelle bei einem polnischen Offizier in Kalisz. Nach der Zweiten Teilung Polens nahm dieser Offizier die russische Staatsangehörigkeit an und ging 1795 nach Moskau, Krug folgte ihm und ließ sich dauerhaft in Russland nieder. Bei seiner Ankunft in Russland hatte er bereits eine umfangreiche Sammlung von Münzen und Medaillen. Er erhielt eine Anstellung als Hauslehrer bei der Gräfin Orlowa, Witwe des Grafen Iwan Grigorjewitsch Orlow. In Moskau begegnete er Gelehrten und einflussreichen Persönlichkeiten wie Theodor Grigorjewitsch Bause, Johann Gotthilf Stritter und Alexei Iwanowitsch Mussin-Puschkin. Um seine Forschungsarbeiten zur Numismatik fortzusetzen, erlernte er die russische Sprache sowie Kirchenslawisch und spezialisierte sich auf die Sammlung altrussischer Münzen. Bause ermutigte ihn, seine Münzsammlung zu verkaufen, wissenschaftliche Aufsätze zu publizieren und nach Sankt Petersburg zu gehen. 1804 wechselte Krug nach Sankt Petersburg und wurde dort stellvertretender Kurator der Bibliothek und des Münzkabinetts der Eremitage. Gleichzeitig entstand die Idee, ihn an die Kaiserliche Akademie der Wissenschaften zu holen, da im Rahmen von deren Umstrukturierung die Geschichtswissenschaft einen neuen Lehrstuhl erhalten sollte. Krug bewarb sich mit der Schrift Einleitung in die Münzgeschichte des Russischen Reichs. Erster Zeitraum, vom Anfange des Staats bis auf Wladimir I., die 1805 in deutscher und 1807 in russischer Sprache erschien und von Rezensenten sehr positiv aufgenommen wurde. Zu diesen gehörte August Ludwig von Schlözer.
1805 wurde Krug Adjunkt, 1807 außerordentliches und 1815 ordentliches Mitglied der Kaiserlichen Akademie der Wissenschaften. Seine Untersuchungen zur Numismatik veranlassten ihn, sich zunehmend mit den Quellen zur russischen Geschichte zu befassen (siehe Liste altrussischer Chroniken), so mit der Nestorchronik. 1810 erschien sein Hauptwerk zur byzantinischen Chronologie, das einen nachhaltigen Einfluss auf die russische Geschichtsschreibung hatte. Gegenstand dieser Studie waren Episoden der russischen Geschichte wie die Taufe von Olga von Kiew in Konstantinopel und andere Ereignisse aus der Zeit der Kiewer Rus. Nachdem er 1816 die Schriften von Aron Christian Lehrberg (später August Christian Lehrberg, 1770–1813) zur altrussischen Geschichte herausgegeben hatte, forschte er zu den Warägern, publizierte aber keine weiteren Arbeiten. Er beteiligte sich an der Vorbereitung der von der Akademie geplanten archäologischen Expeditionen. Nach seinem Tod gab Ernst Kunik 1848 nachgelassene Schriften von Krug unter dem Titel Forschungen in der älteren Geschichte Russlands heraus.
Krug starb 1844 im Alter von 80 Jahren und wurde auf dem lutherischen Teil des Smolensker Friedhofs beigesetzt.

## Schriften (Auswahl)
- Philipp Krug: Zur Münzkunde Russlands. Kaiserliche Akademie der Wissenschaften, St. Petersburg 1805.
- Philipp Krug: Kritischer Versuch zur Aufklaerung der byzantinischen Chronologie, mit besonderer Rücksicht auf die frühere Geschichte Russlands. Kaiserliche Akademie der Wissenschaften, St. Petersburg 1810, S. 328.
- Philipp Krug: Forschungen in der älteren Geschichte Russlands. Erster und Zweiter Theil. Eggers und Comp., St. Petersburg 1848.